# Inari Vachs
Inari Vachs, född 2 september 1974 i Michigan, är en amerikansk porrskådespelare. Hon började sin karriär i november 1997 vid 23 års ålder och har bland annat medverkat i filmerna Taxihoran och Magnum. Hon har också spelat in scener med Max Hardcore.